# 秘密花园 (涂色书)
《秘密花园》（英語：Secret Garden: An Inky Treasure Hunt and Colouring Book）是英国插画家乔汉娜·贝斯福所编绘的第一本涂色书，以內有豐富、多層次的動植物圖案为卖点，原版由劳伦斯·金出版公司出版。该书曾登上亚马逊畅销书排行榜。

## 创作背景
根据作者的供述，当贝斯福还在童年的时候就喜欢涂色，但结婚生子后依旧在孩子面前沉迷于涂色，她自己觉得很尴尬，最终放弃。在她创作儿童绘本时，感觉焦头烂额，便关掉电子设备找出填色本填色，缓解了她的压力，这一过程也使其想到了困扰她的问题的解决办法。于是她决定出版一本填色书。在2011年，出版商查阅了贝斯福在网上发表的编绘作品以后，便与作者签约。当时出版商想出版专为儿童编写的涂色书，不过贝斯福最终决定出版专为成人编写的涂色书。
该书所编绘的灵感来源于阿伦岛上的布罗迪克城堡的花园，这是贝斯福童年游玩的地方。

## 版本与发行
截至2015年8月，《秘密花园》在全球范围内翻译成14种语言版本，发行量超过200万本。其中台湾版于2015年2月由远流出版公司出版，书号为ISBN 9789573275763；中国大陆版于2015年6月由北京联合出版公司、后浪出版公司联合出版发行，书号为ISBN 9787550252585。
塗色书的英文版、韩文版的装订方式为线装；中国大陆版为胶装。

## 影响
该书除在亚马逊及各大書店的暢銷排行榜佔據高位外，在2015年的香港書展中，超過600冊的《秘密花园》全數售完。由于该书被指有減壓效用，故该书被网友喻为“減壓神器”。在韓劇《製作人的那些事》和《Blood》中，劇中人亦有在家中畫繪本，引起观众模仿。韩国流行音乐組合少女時代的成員亦在空檔時間填色，掀起了成人填色熱潮。
由于该书的兴起，该书将改编成电影，目前已有影视公司主动洽谈开发电影的事情。

## 相关事件
2015年7月，一名大二女生因熬夜涂《秘密花园》 ，起床醒来后得了耳石症。后医生表示因长时间低头画画或者保持一个不正确的姿势，导致了该疾病的发生。另外还有一些人士因长期涂《秘密花园》 ，导致眼前模糊、发生焦虑症以及颈椎病。

### 盗版问题
香港媒体报道称市面上出现了《秘密花园》 的盗版。香港觀塘兩個報紙攤出售簡體字版《秘密花園》，並提供多個不同主題的版本；尖沙咀天星碼頭有三個報紙攤被發現有賣簡體版《秘密花園》，其中一攤售卖12个版本。盗版的內頁均没有列明出版社、出版日期及国际标准書號。

## 延伸阅读
- Alter, Alexandra. . 纽约时报. 2015年3月29日  [2015年3月30日]. （原始内容存档于2015年3月30日）.
- . The Star. 2015年3月20日  [2015年3月30日]. （原始内容存档于2015年4月2日）.